# Lamprosema phaleasalis
Lamprosema phaleasalis là một loài bướm đêm trong họ Crambidae.